# Xynobius laticella
Xynobius laticella är en stekelart som först beskrevs av Vladimir Ivanovich Tobias 1998.  Xynobius laticella ingår i släktet Xynobius och familjen bracksteklar. Inga underarter finns listade i Catalogue of Life.